# Rasswiet (rejon staromiński)
Rasswiet (ros. Рассвет) – osiedle w Rosji, w Kraju Krasnodarskim, w rejonie staromińskim. W 2010 liczyło 1377 mieszkańców.